# TAROM의 운항 노선
다음은 TAROM의 운항 노선이다.

## 운항 노선

### 아시아

#### 서남아시아
- 레바논
  - 베이루트 - 베이루트 국제공항
- 요르단
  - 암만 - 퀸 알리아 국제공항
- 이스라엘
  - 텔아비브 - 벤구리온 국제공항

### 아프리카

#### 북아프리카
- 이집트
  - 카이로 - 카이로 국제공항
  - 샤름엘셰이크 - 샤름엘셰이크 국제공항 전세편
  - 후르가다 - 후르가다 국제공항 전세편

### 유럽

#### 서유럽
- 프랑스
  - 파리 - 파리 샤를 드 골 국제공항
  - 니스 - 니스 코트다쥐르 공항
- 독일
  - 프랑크푸르트 - 프랑크푸르트 국제공항
- 네덜란드
  - 암스테르담 - 암스테르담 스키폴 국제공항
- 벨기에
  - 브뤼셀 - 브뤼셀 국제공항

#### 중유럽
- 오스트리아
  - 비엔나 - 빈 국제공항

#### 남유럽
- 그리스
  - 아테네 - 아테네 국제공항
  - 로도스 - 로도스 국제공항 전세편
  - 미코노스 - 미코노스 국제공항 전세편
  - 산토리니 - 산토리니 국제공항 전세편
  - 스키아토스 - 스키아토스 국제공항 전세편
  - 코르푸 - 코르푸 국제공항 전세편
  - 테살로니키 - 테살로니키 국제공항
  - 헤라킬리온 - 헤라킬리온 국제공항 계절편
- 이탈리아
  - 로마 - 레오나르도 다 빈치 국제공항
- 스페인
  - 마드리드 - 마드리드 바라하스 국제공항
- 튀르키예
  - 이스탄불 - 이스탄불 아르나부코이 국제공항
  - 안탈리아 - 안탈리아 공항 전세편
  - 보드룸 - 밀라스 보드룸 공항 전세편

#### 동유럽
- 러시아
  - 모스크바 - 셰레메티예보 국제공항
- 루마니아
  - 부쿠레슈티 - 헨리 코안더 국제공항 허브 공항
  - 바이아 마레 - 바이아 마레 공항
  - 사투마레 - 사투마레 국제공항
  - 시비우 - 시비우 국제공항 포커스 시티
  - 오라데아 - 오라데아 국제공항
  - 이아시 - 이아시 국제공항
  - 크루즈 나보카 - 크루즈 나보카 국제공항 포커스 시티
- 몰디브
  - 키시너우 - 키시너우 국제공항
- 불가리아
  - 소피아 - 소피아 국제공항
- 세르비아
  - 베오그라드 - 베오그라드 니콜라 테슬라 국제공항
- 체코
  - 프라하 - 프라하 바츨라프 하벨 국제공항
- 헝가리
  - 부다페스트 - 부다페스트 리스트 페렌츠 국제공항

## 과거 취항지

### 아시아

#### 동아시아
- 중국
  - 베이징 - 베이징 수도 국제공항

#### 동남아시아
- 태국
  - 방콕 - 돈므앙 국제공항

#### 서남아시아
- 아랍에미리트
  - 두바이 - 두바이 국제공항
- 파키스탄
  - 카라치 - 진나 국제공항

#### 중앙아시아
- 아르메니아
  - 예레반 - 츠바르츠노츠 국제공항

### 아프리카

#### 북아프리카
- 이집트
  - 타바 - 타바 국제공항
- 튀니지
  - 튀니스 - 튀니스 카르타고 국제공항

### 유럽

#### 서유럽
- 영국
  - 런던
    - 런던 - 런던 히드로 국제공항
    - 런던 개트윅 국제공항
    - 런던 루턴 공항
- 프랑스
  - 리옹 - 생텍쥐페리 국제공항
  - 스트라스부르 - 스트라스부르 국제공항
- 독일
  - 뮌헨 - 뮌헨 국제공항
- 아일랜드
  - 더블린 - 더블린 국제공항
- 룩셈부르크
  - 룩셈부르크 시티 - 룩셈부르크 핀델 국제공항

#### 중유럽
- 스위스
  - 제네바 - 제네바 국제공항
- 오스트리아
  - 잘츠부르크 - 잘츠부르크 공항

#### 남유럽
- 그리스
  - 코스 - 코스 국제공항 전세편
  - 프레베자 - 프레베자 국제공항 전세편
- 스페인
  - 바르셀로나 - 바르셀로나 엘프라트 국제공항
  - 알리칸테 - 알리칸테 엘체 국제공항
  - 발렌시아 - 발렌시아 공항
  - 테네리페 - 테네리페 남부 공항 전세편
  - 팔마데마요르카 - 팔마데마요르카 공항
- 이탈리아
  - 밀라노 - 밀라노 말펜사 국제공항
  - 베니스 - 베니스 마르코 폴로 국제공항
  - 볼로냐 - 볼로냐 굴리엘모 마르코니 국제공항
  - 토리노 - 토리노 국제공항
- 튀르키예
  - 이스탄불 - 아타튀르크 국제공항

#### 동유럽
- 라트비아
  - 리가 - 리가 국제공항
- 루마니아
  - 아라드 - 아라드 국제공항
  - 카란세베슈 - 카란세베슈 공항
  - 콘스탄차 - 미하일 코갈니셰우 공항
  - 크라요바 - 크라요바 공항
  - 툴세아 - 툴세아 공항
- 크로아티아
  - 두브로브니크 - 두브로브니크 국제공항
- 폴란드
  - 바르샤바 - 바르샤바 프레드릭 쇼팽 국제공항

#### 북유럽
- 스웨덴
  - 스톡홀름 - 스톡홀름 알란다 국제공항

### 아메리카

#### 북아메리카
- 미국
  - 뉴욕 - 존 F. 케네디 국제공항
  - 시카고 - 시카고 오헤어 국제공항
- 캐나다
  - 몬트리올 - 몬트리올 피에르 엘리오트 트뤼도 국제공항
  - 토론토 - 토론토 피어슨 국제공항